# Fractura de Bennett
Las fracturas de Bennett son fracturas oblicuas de la base del primer metacarpiano, que dividen al primer metacarpiano en dos fragmentos, uno de ellos pequeño y anterointerno que se encuentra firmemente unido al trapecio por el ligamento oblicuo palmar. El fragmento que corresponde al resto y a la totalidad de los metacarpianos, se desplaza hacia atrás y afuera por acción del abductor largo del pulgar.
Es una lesión sumamente inestable.
Estas fracturas intraarticulares son las más frecuentes entre las fracturas del dedo pulgar, y habitualmente se acompañan de cierto grado de subluxación o luxación franca de la articulación.

## Epónimo
Este tipo de fractura lleva el nombre de Edward Hallaran Bennett (1837-1907), profesor de cirugía en el Trinity College de Dublín, quien la describió en 1882 como una fractura que "pasa oblicuamente a través de la base del hueso, separando la mayor parte de la superficie articular. El fragmento desplazado es grande y la deformidad resultante se parece más a una subluxación dorsal del primer metacarpiano".

## Mecanismo lesional
La Fractura de Bennett es una fractura oblicua de la base del primer metacarpiano, causada por una fuerza axial aplicada contra el metacarpiano parcialmente flexionado. Este tipo de compresión se produce habitualmente al golpear un objeto con fuerza, o bien al caerse sobre el pulgar. Es un tipo de fractura frecuente en ciclistas, ya que el pulgar se encuentra abrazando el manillar. También es común en accidentes de tráfico (especialmente choques frontales) al estar el pulgar colocado alrededor del volante.

## Signos y síntomas
Los síntomas habituales incluyen inestabilidad de la articulación carpometacarpiana del primer dedo, acompañada de dolor y debilidad en el movimiento de pinza. Los signos típicos incluyen dolor a la palpación, hinchazón, equimosis alrededor de la base del pulgar y de la eminencia tenar, especialmente sobre la articulación carpometacarpiana del pulgar. La exploración física muestra la inestabilidad de la articulación carpometacarpiana del primer dedo.

## Tratamiento
El tratamiento de las fracturas de Bennett depende del tamaño del fragmento y del grado de desplazamiento.
- Las fracturas no desplazadas pueden tratarse mediante reducción cerrada y yeso antebraquial con extensión al primer dedo en posición de aducción, con controles radiográficos seriados.
- Las fracturas desplazadas entre 1 y 3 mm pueden ser tratadas mediante osteosíntesis percutánea con agujas de Kirschner en caso de ser de menos de 5 días de evolución.
- Fracturas con un desplazamiento mayor de 3mm o de más de 5 días de evolución pueden necesitar tratamiento mediante reducción abierta y fijación interna.[3][4]

Independientemente del método, se requiere mantener el miembro afecto inmovilizado entre cuatro y seis semanas.

## Pronóstico
Las posibles secuelas son:
- Artrosis precoz de la articulación carpometacarpiana del primer dedo.[5]
- Debilidad en los movimientos de pinza.
- Dolor crónico a ese nivel.

La severidad de las secuelas parece estar en relación con la calidad de la reducción obtenida.